# بيت صالح زوط (كعيدنة)

تعديل مصدري - تعديل

بيت صالح زوط هي إحدى قرى عزلة سواخ بمديرية كعيدنة التابعة لمحافظة حجة، بلغ تعداد سكانها 13 نسمة حسب تعداد اليمن لعام 2004.